# Gainneville
Gainneville ist eine französische Gemeinde mit 2.529 Einwohnern (Stand: 1. Januar 2022) im Département Seine-Maritime in der Region Normandie. Sie gehört zum Arrondissement Le Havre und zum Kanton Le Havre-3. Die Einwohner werden Gainnevillais und Gainnevillaises genannt.

## Geschichte
Die Existenz von Gainneville geht sicherlich auf die Zeit der römischen Besetzung zurück. Der erste bekannte Name für Gainneville ist „Apud Guenesville“. Viele weitere Namen folgten bis zum heute gebräuchlichen „Gainneville“. Die Inspirationen für die Namensbildung waren vielfältig, lateinische Klänge wie „Guenevilla“ im Jahr 1337 oder religiöse und lokale wie „Saint Pierre de Gayneville“ in der Nähe von Harfleur im Jahr 1477.
Am 10. Januar 1871, während des Deutsch-Französischen Kriegs, führte ein preußisches Kommando unter dem Befehl von Hauptmann von Kczewski eine Aufklärung in Gainneville durch. Dort befand sich auch eine Kompanie des 2. Bataillons der Rouen-Legion unter dem Befehl von Hauptmann Lecerf. In einer unvorhergesehenen Schlacht traten die beiden Truppen gegeneinander an.

## Geographie
Gainneville liegt in der Naturregion Pays de Caux, etwa elf Kilometer östlich von Le Havre. Umgeben wird Gainneville von den Nachbargemeinden Saint-Martin-du-Manoir im Norden und Nordwesten, Saint-Laurent-de-Brèvedent im Osten und Nordosten, Saint-Aubin-Routot im Osten, Rogerville im Süden sowie Gonfreville-l’Orcher im Westen und Südwesten.

## Bevölkerungsentwicklung

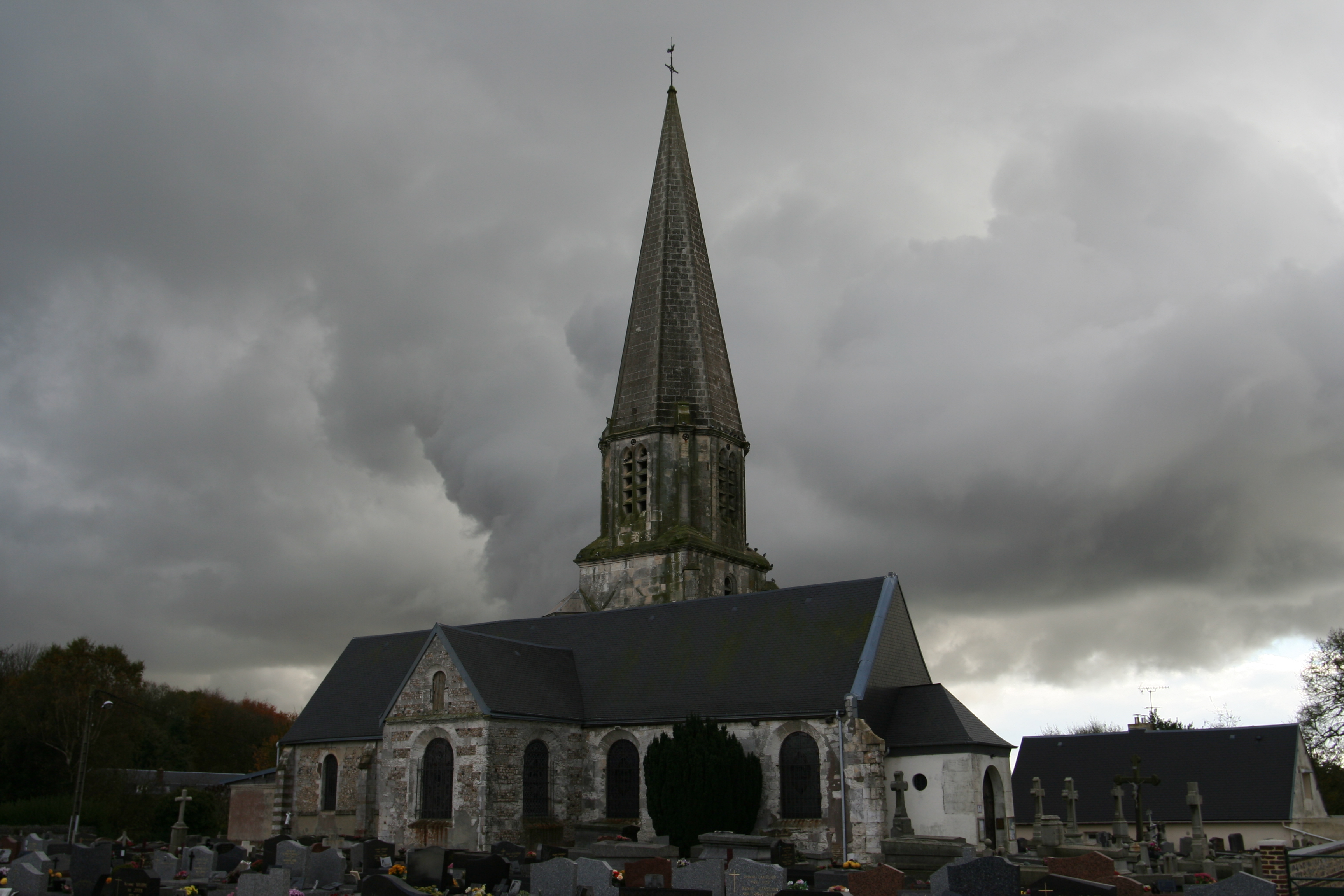
Kirche Saint-Pierre

| Jahr      | 1962 | 1968 | 1975 | 1982 | 1990 | 1999 | 2006 | 2012 | 2020 |
| Einwohner | 988  | 1070 | 1154 | 1589 | 2219 | 2370 | 2580 | 2676 | 2495 |

## Sehenswürdigkeiten
- Kirche Saint-Pierre aus dem 16. Jahrhundert